# Sinfonía n.º 1 (Meij)
La Sinfonía n.º 1 «El Señor de los Anillos» es la primera sinfonía para banda sinfónica escrita por Johan de Meij, en el periodo comprendido entre marzo de 1984 y diciembre de 1987. Fue estrenada el 15 de marzo de 1988 en Bruselas por el Groot Harmonieorkest van de Belgische Gidsen dirigido por Norbert Nozy. Sin embargo, fue el disco grabado por la banda militar Koninklijke Militaire Kapel la interpretación que la hizo famosa. La sinfonía está basada en temas de la novela El Señor de los Anillos, escrita por J. R. R. Tolkien. Comprende cinco movimientos diferentes, que ilustran distintos personajes o episodios importantes del libro:
1. «Gandalf (el mago)»
2. «Lothlórien (el bosque de los Elfos)»
3. «Gollum (Sméagol)»
4. «Viaje en la oscuridad»
a. «Las minas de Moria»
b. «El puente de Khazad-dûm»
5. «Hobbits»

En 1989 esta pieza fue premiada con el Sudler Composition Award. Existe también una versión orquestal, estrenada en 2001.